# Karl Christoph von Plötz
Karl Christoph von Plötz (* 1711 in Pommern; † 15. November 1776 in Stargard) war ein königlich-preußischer Generalmajor, Chef des Infanterie-Regiments Nr. 22 und Amtshauptmann zu Bublitz.

## Leben

### Herkunft und Familie
Seine Eltern waren der Erbherr auf Moratz, Hans Ernst von Plötz († 1735) und Barbara Juliane, geborene von Witten (1683–1732). Karl Christoph von Plötz blieb unverheiratet.

### Militärkarriere
Plötz war Unteroffizier bzw. 1727 Gefreiterkorporal im Regiment Nr. 22. Er avancierte 1735 zum Fähnrich und 1740 zum Sekondeleutnant. im Ersten Schlesischen Krieg nahm er an der Schlacht bei Mollwitz und der Belagerung von Neiße teil. Für den Zweiten Schlesischen Krieg wurde er dem Regimentschef Moritz von Anhalt-Dessau als Generaladjutant zur Seite gestellt. Im Feldzug selbst nahm er an der Belagerung von Prag, den Schlachten bei Hohenfriedeberg und Kesselsdorf teil. 1746 wurde er von seiner Adjutantenstellung entbunden und als Premierleutnant mit Patent aus 1745 ins Regiment einrangiert. Er stieg 1750 zum Stabskapitän, 1752 zum Kapitän und Kompaniechef und 1754 zum Major auf. Im Siebenjährigen Krieg nahm er an der Belagerung bei Pirna sowie den Schlachten bei Kolin, Leuthen, Torgau und Burkersdorf teil. Er wurde 1760 zuerst Kommandeur seines Regiments, erhielt dann den Orden Pour le Mérite und schließlich seine Beförderung zum Oberstleutnant. Noch auf dem Schlachtfeld von Burkersdorf avancierte er 1762 zum Oberst. Am 13. Juni 1766 bekam er zusätzlich die Amtshauptmannschaft von Bublitz. Im August 1767 wurde er zum Generalmajor ernannt. Im März 1767 erhielt er das Regiment Nr. 22.
Er nahm an allen Feldzügen unter Friedrich II. teil und war bei seinen Soldaten sehr beliebt, daher sollen bei seiner Beerdigung viele sehr gerührt gewesen sein.